# آتشکاری

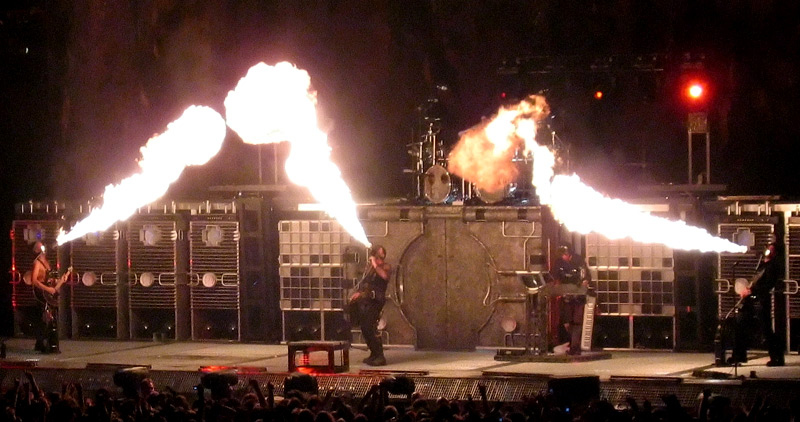
رامشتاین در بسیاری از اجراهای خود از آذرتکنیک استفاده می‌کنند؛ تصویر بالا از اجرای "Feuer frei!" است.

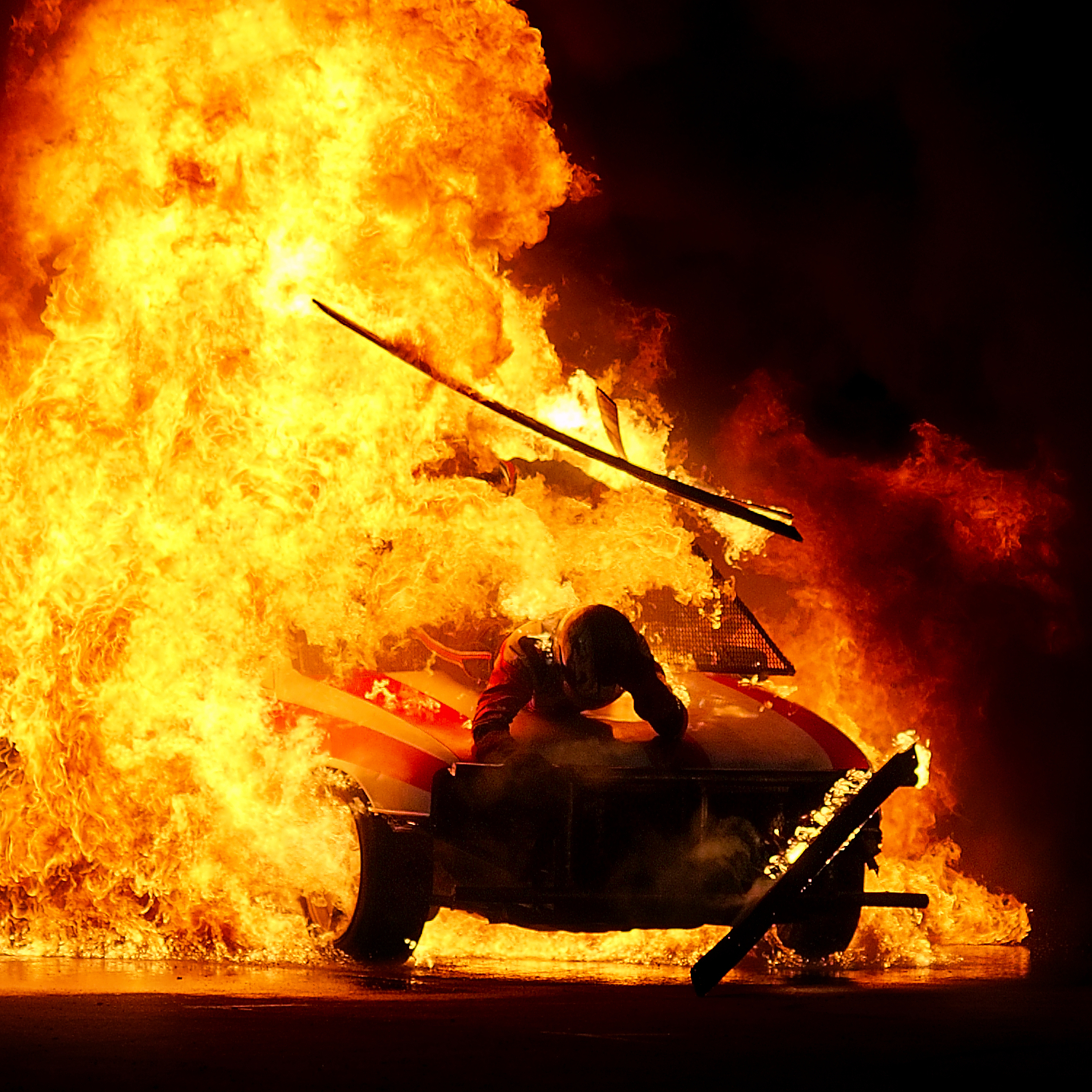
نمایش بدلکاری آذرتکنیک توسط "Giant Auto Rodéo"، سینی، بلژیک

آتشکاری، آذرتکنیک یا پیروتکنیک (به انگلیسی: Pyrotechnics) (این نام از دو واژهٔ یونانی pyr به معنی آتش و tekhnikos به معنی ساخت توسط هنر، تخنیک آمده است.) دانش و هنر و صنعتِ آفرینش چیزهایی از جمله آتش‌بازی، کبریت ایمن، شمع‌های اکسیژن، پیچ و مهره‌های انفجاری، هواکیسه‌های خودرو است؛ همچنین انفجار گاز در معدن‌کاری، معدن‌کاری روباز، و تخریب. این کسب‌وکار با استفاده از واکنش‌های شیمیایی گرمازا خودگنجیده (self-contained) و خودنگهداشته (self-sustained) ایجاد گرما، نور، گاز، دود یا صدا می‌کند.
کسانی که مسئول تأمین امنیت، فرمان‌پذیری، و کارکرد دستگاه‌های آذرتکنیک هستند، آذرتکنسین خوانده می‌شوند.

## جستارهای وابسته

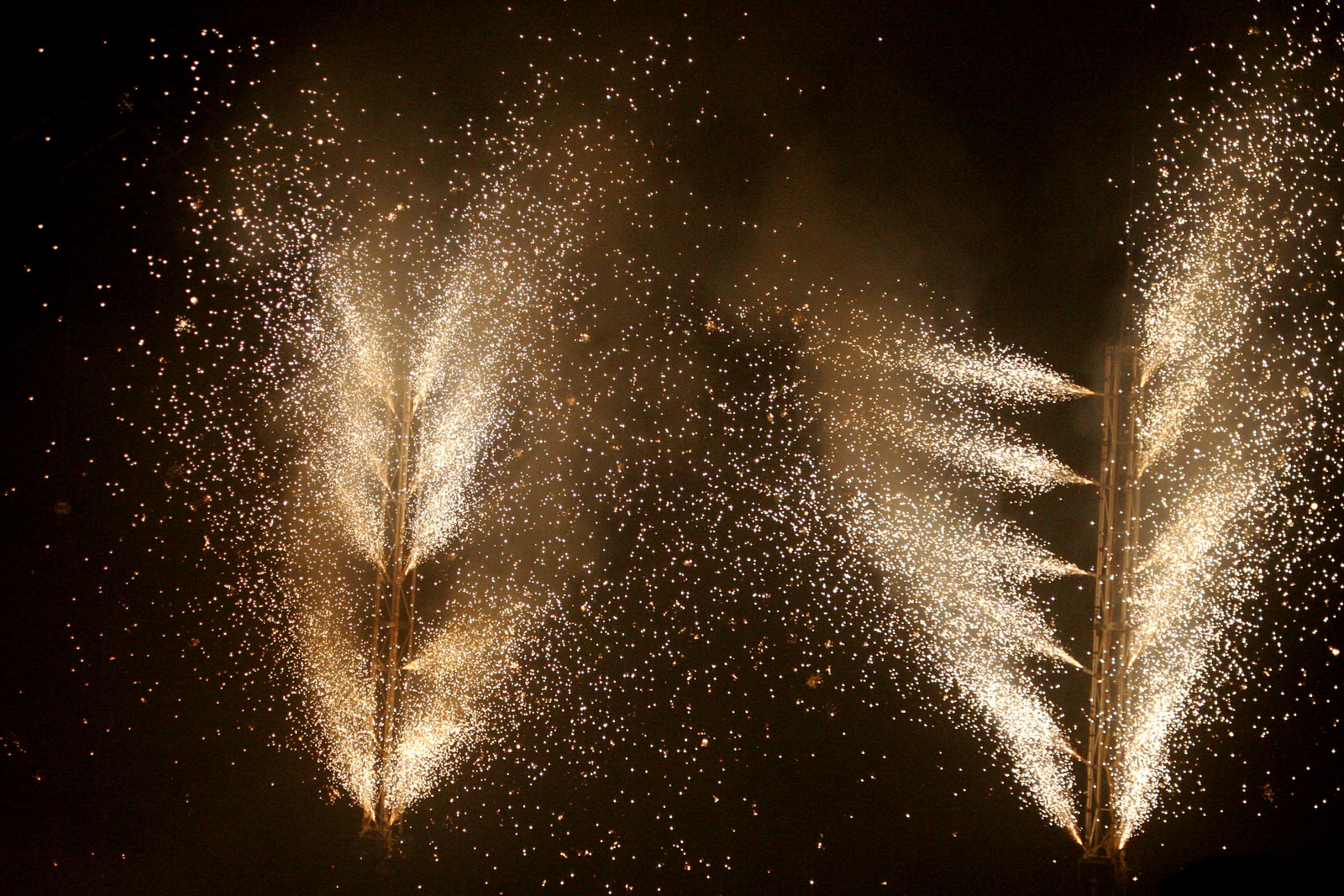
از جلوه‌های آذرتکنیک در سرگرمی‌ها بسیار استفاده می‌شود.